# 臧一泽
臧一泽（1999年9月8日—），中国女子短道速滑运动员，2016年冬季青年奥林匹克运动会女子500米金牌得主、2017年世界短道速滑锦标赛女子3000米接力金牌得主、2023年世界短道速滑锦标赛混合2000米接力银牌得主。